# Tiergarten
Pronunciação

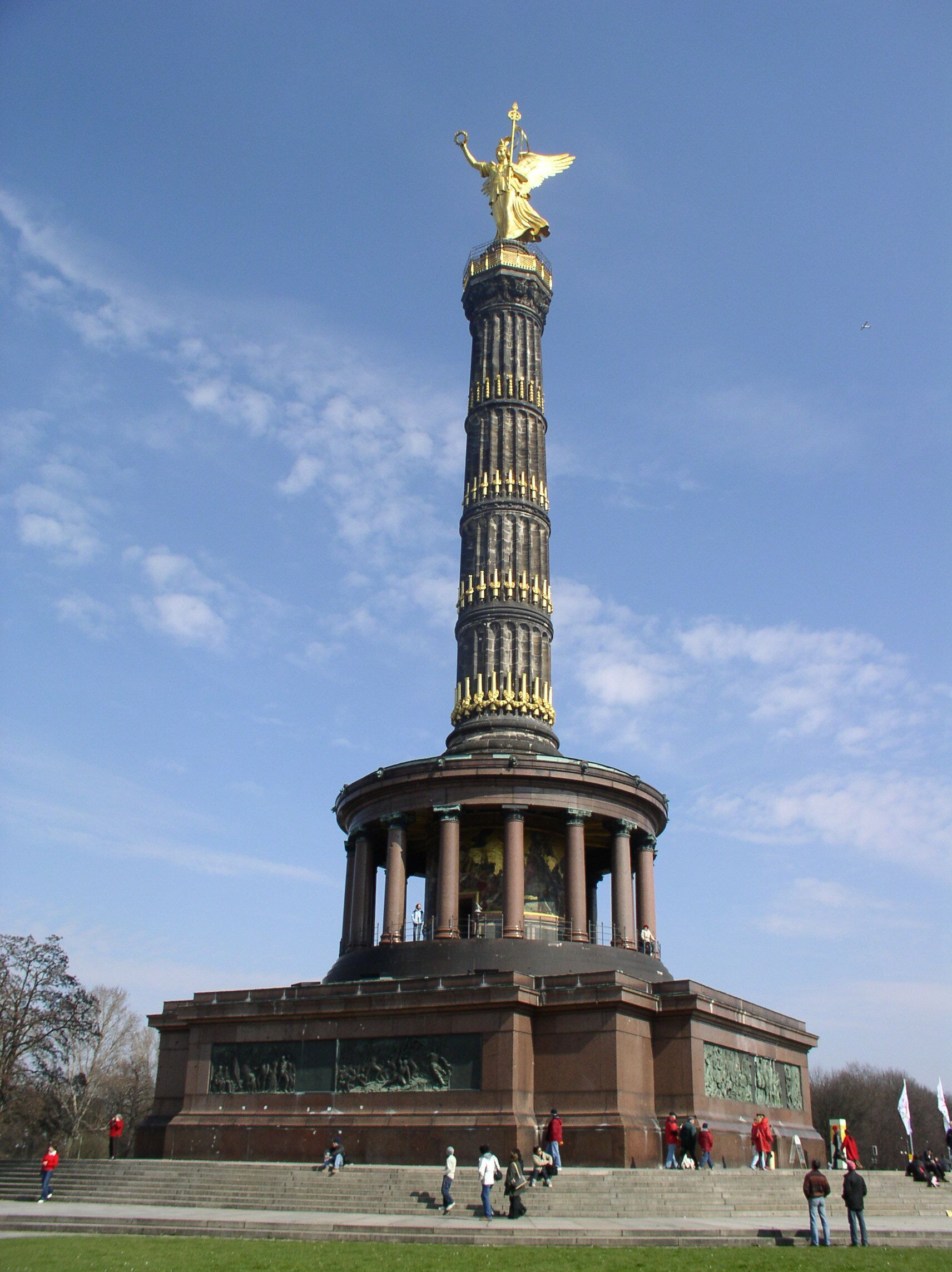
Siegessäule

Tiergarten (literalmente "jardim de animais" em alemão) é um bairro na parte ocidental da cidade de Berlim, capital da Alemanha. Dentro do bairro há um grande parque que funcionava como um lugar de caça para os reis da Prússia, o Tiergarten, que deu o nome ao bairro. É o primeiro parque público de Berlim desde o final do século XVIII. No bairro encontram-se vários monumentos arquitetônicos, como Siegessäule, Kongresshalle e o Palácio de Bellevue.